# Rejon kozłowski
Rejon kozłowski (ros. Козло́вский райо́н, czuw. Куславкка районӗ) – rejon w należącej do Rosji autonomicznej republice Czuwaszji.
Rejon leży w północno-wschodniej części kraju, jego ośrodkiem administracyjnym jest miasto Kozłowka. Według danych na rok 2010 rejon zamieszkiwało 21 649 osób, a gęstość zaludnienia wyniosła 42 os./km2.

## Geografia
Rejon kozłowski graniczy z Tatarstanem na wschodzie i południowym-wschodzie, z republiką Mari El na północnym-wschodzie, z rejonem urmarskim na południu i południowym-zachodzie, ciwilskim na zachodzie oraz z rejonem mariińsko-posadskim na północnym-zachodzie.
Powierzchnia rejonu wynosi 516,8 km2.

## Galeria

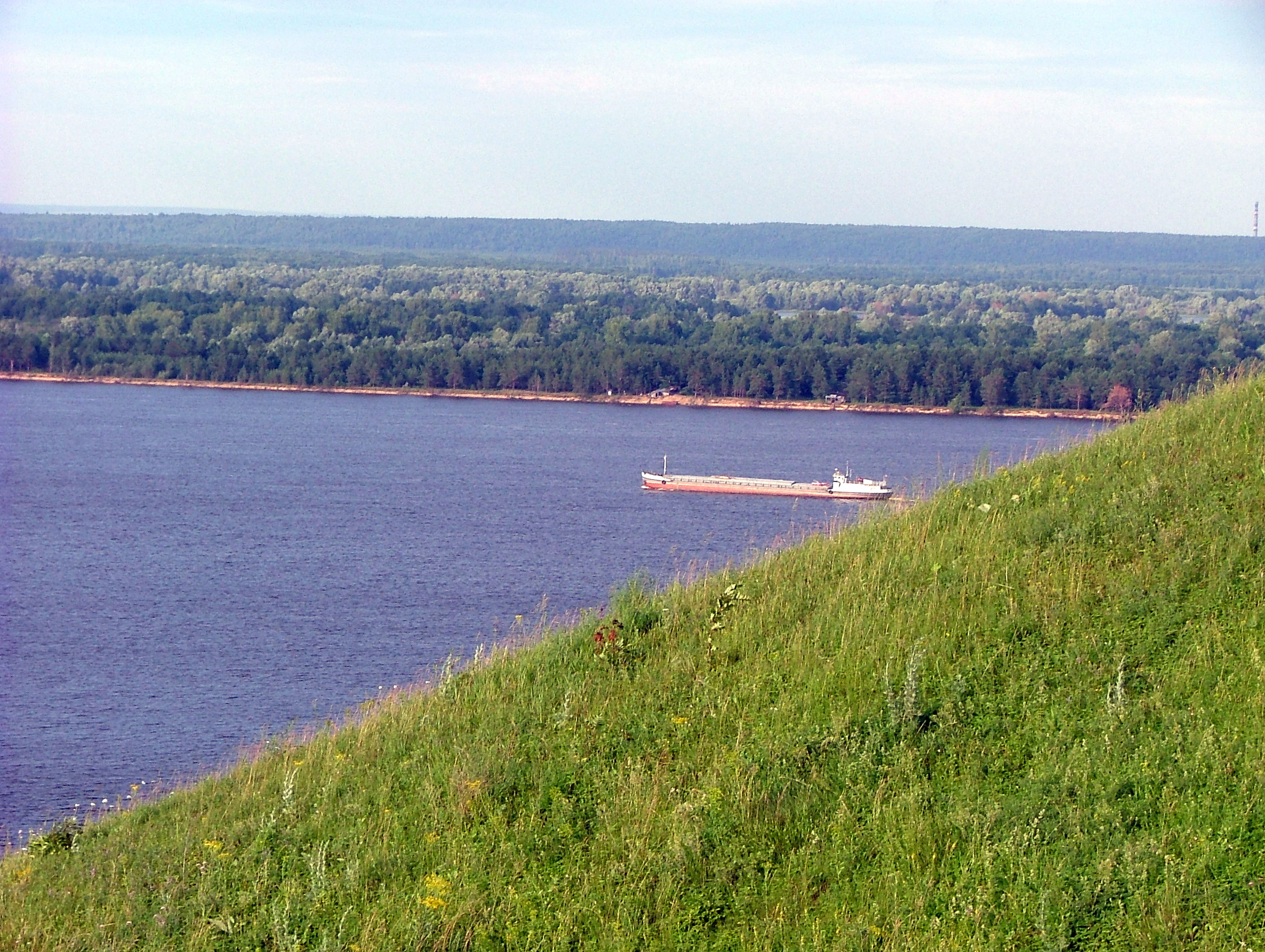
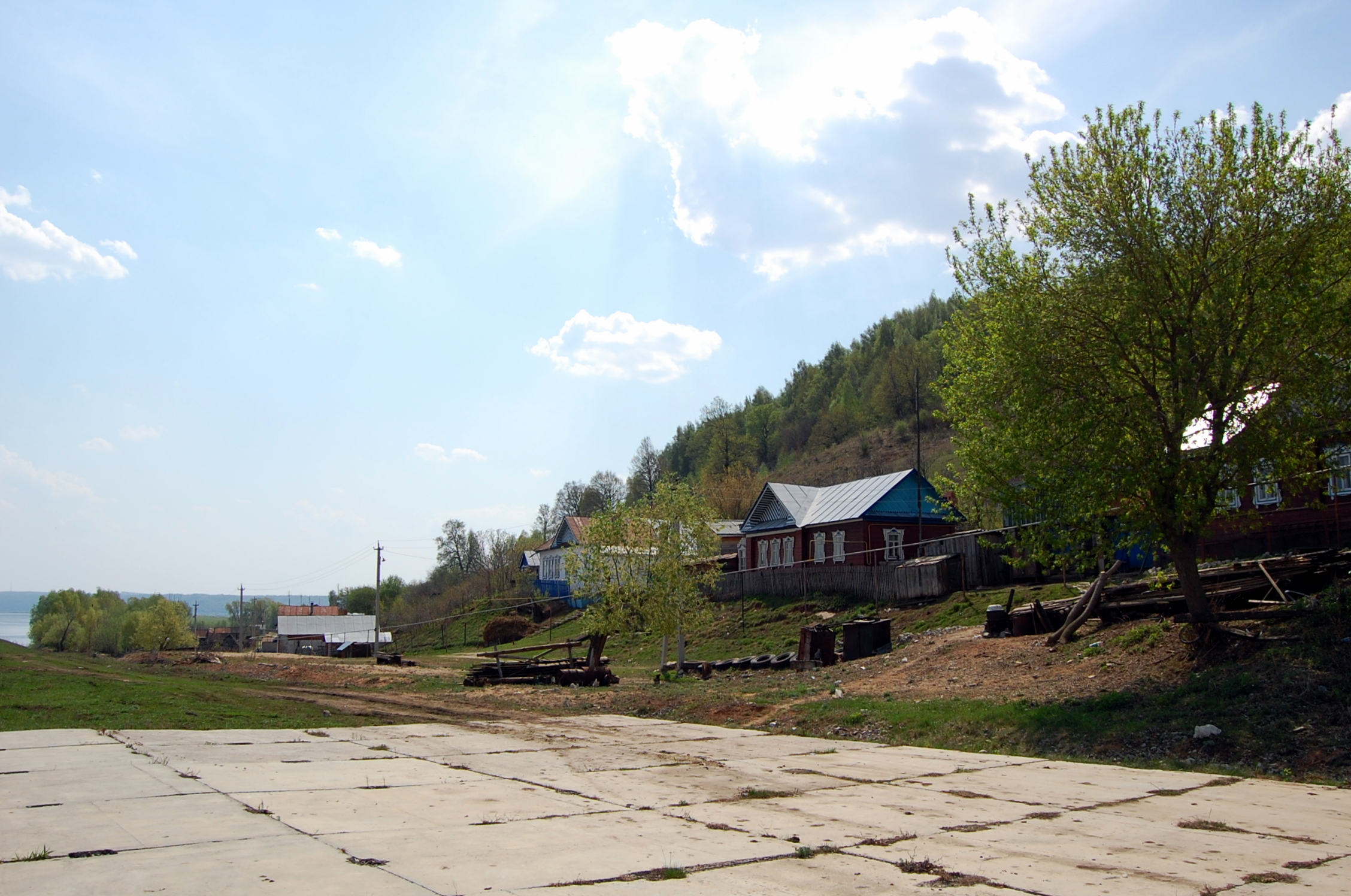
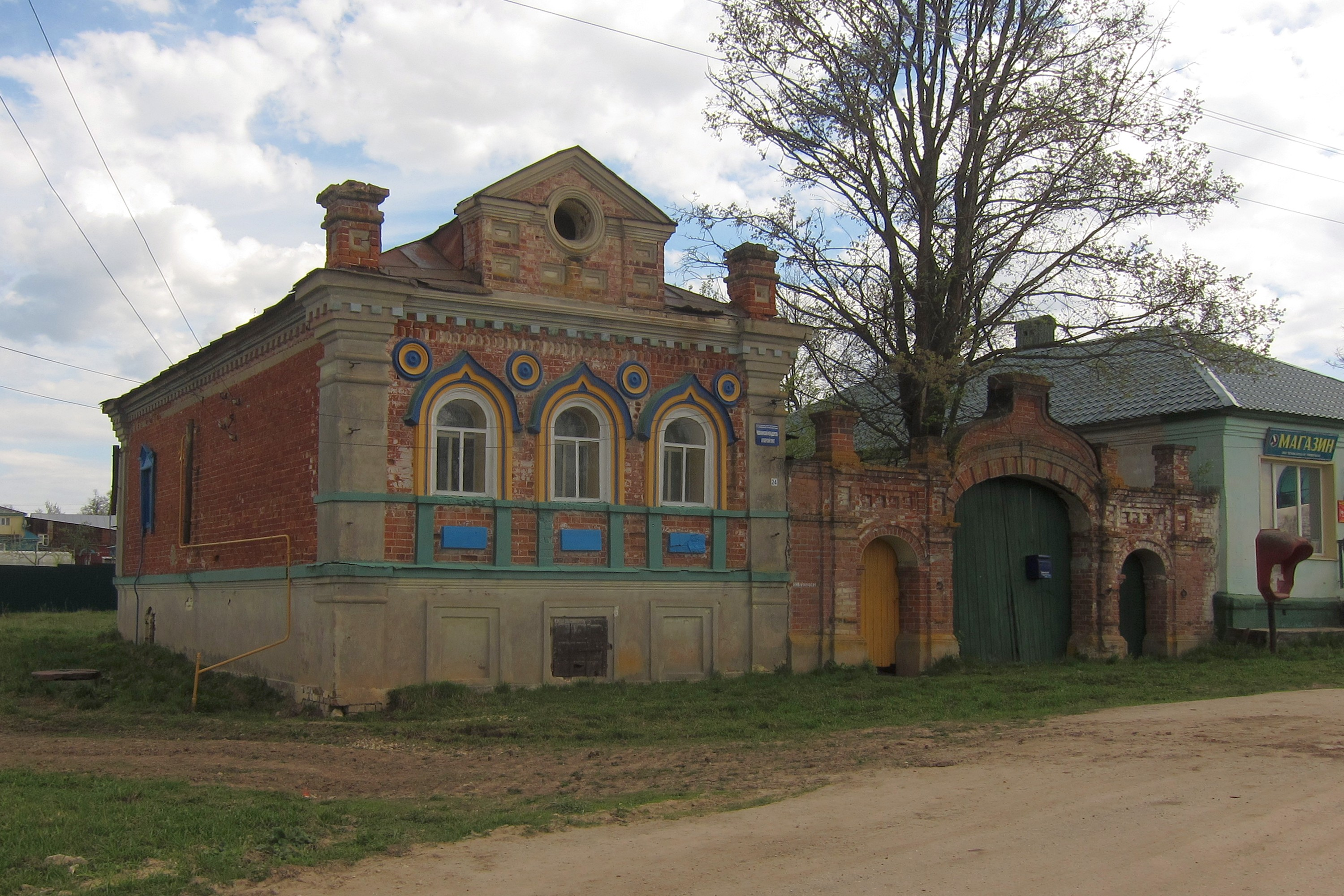
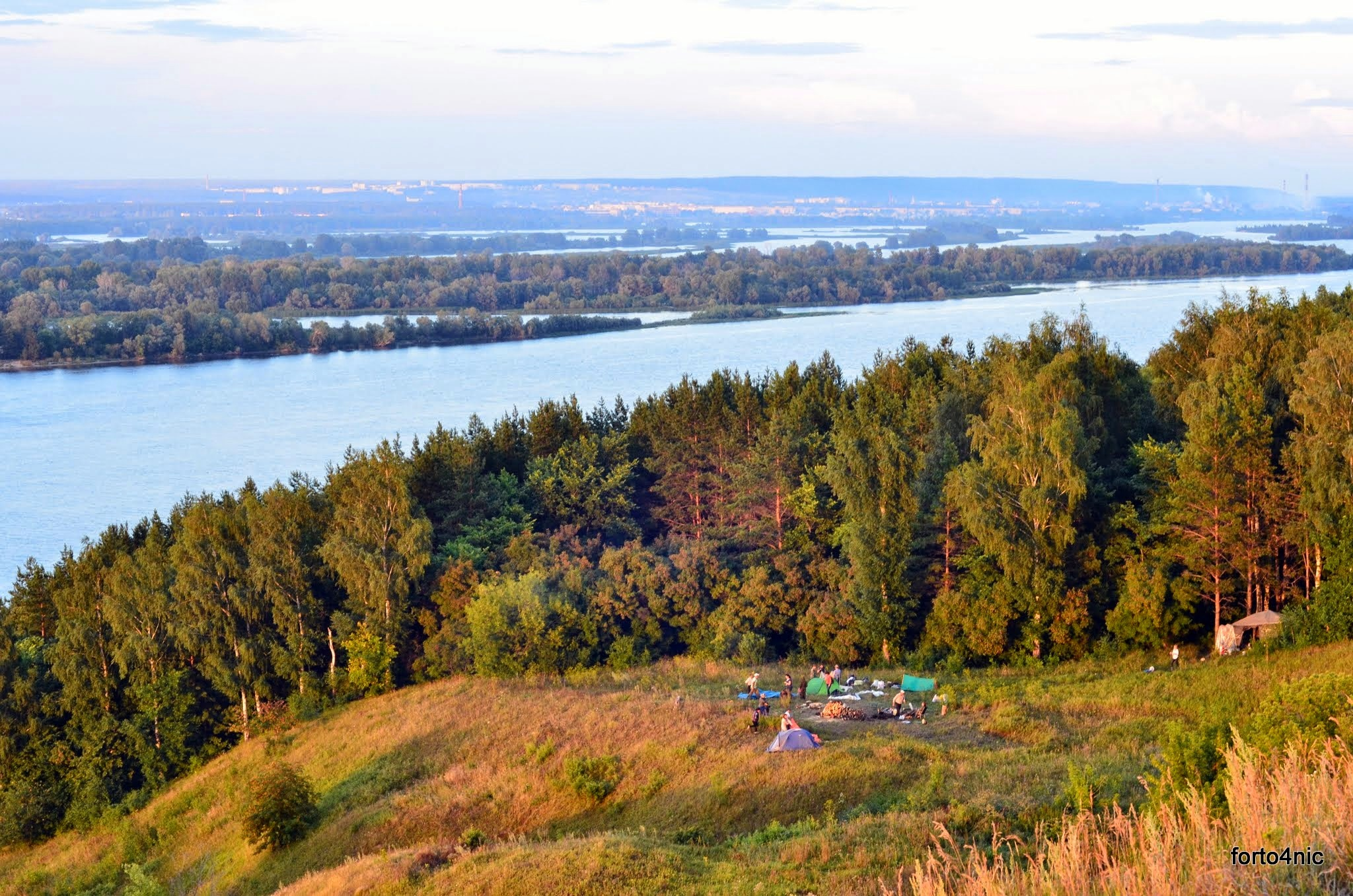